# 1556 Wingolfia
1556 Wingolfia è un asteroide della fascia principale del diametro medio di circa 28,65 km. Scoperto nel 1942, presenta un'orbita caratterizzata da un semiasse maggiore pari a 3,4230132 UA e da un'eccentricità di 0,1161979, inclinata di 15,77124° rispetto all'eclittica.
L'asteroide è dedicato all'antica confraternita studentesca "Wingolf" dell'Università di Heidelberg, che fu bandita da Hitler e ricostituita dopo la seconda guerra mondiale.